# دوريس نولان
دوريس نولان (بالإنجليزية: Doris Nolan)‏ هي ممثلة أمريكية، ولدت في 14 يوليو 1916 في نيو روتشيل في الولايات المتحدة، وتوفيت في 29 يوليو 1998 في Berwick-upon-Tweed ‏ في المملكة المتحدة.

## وصلات خارجية
- دوريس نولان على موقع IMDb (الإنجليزية)
- دوريس نولان على موقع قاعدة بيانات برودواي على الإنترنت (الإنجليزية)
- دوريس نولان على موقع قاعدة بيانات الفيلم (الإنجليزية)